# Населення Франції
Населення Франції. Чисельність населення країни 2015 року становила 66,553 млн осіб (включно з заморськими територіями), населення метрополії — 62,814 млн осіб (22-ге місце у світі). Чисельність французів стабільно збільшується, народжуваність 2015 року становила 12,38 ‰ (160-те місце у світі), смертність — 9,16 ‰ (65-те місце у світі), природний приріст — 0,43 % (163-тє місце у світі) . 

## Природний рух

### Відтворення
Народжуваність у Франції, станом на 2015 рік, дорівнює 12,38 ‰ (160-те місце у світі); 2008 року — 12,7 ‰. Коефіцієнт потенційної народжуваності 2015 року становив 2,08 дитини на одну жінку (110-те місце у світі, і один з найвищих у Європі). Найвища народжуваність спостерігається в іммігрантів (китайці, араби). Рівень застосування контрацепції 76,4 % (станом на 2008 рік). Середній вік матері при народженні першої дитини становив 28,1 року (оцінка на 2010 рік).
Смертність у Франції 2015 року становила 9,16 ‰ (65-те місце у світі); 2008 року — 8,5 ‰.
Природний приріст населення в країні 2015 року становив 0,43 % (163-тє місце у світі).
Як припускає Національний інститут статистики й економічних досліджень, при збереженні нинішніх тенденцій:
- населення й далі концентруватиметься в південних і західних районах континентальної Франції;
- населення деяких північно-східних регіонів знизиться;
- у половині регіонів число смертей перевершить кількість народжень;
- ця ситуація посилить вплив міграцій на розвиток демографічної ситуації;
- зі старінням представників покоління «бебі-бум» скрізь збільшиться середній вік населення;
- найменше ці тенденції торкнуться регіону Іль-де-Франс;
- регіонами з найменшим природним приростом будуть ті, де найсильніше зменшиться населення у віці до 20 і від 20 до 59 років.

### Вікова структура

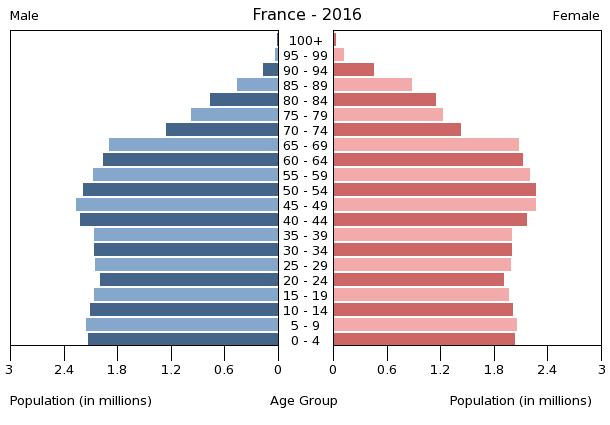
Віково-статева піраміда населення Франції, 2015 рік

Середній вік населення Франції становить 41,2 року (38-ме місце у світі): для чоловіків — 39,5, для жінок — 42,9 року. 2008 року ці показники дорівнювали 39,4 року, 38 років і 40,9 року, відповідно. Очікувана середня тривалість життя 2015 року становила 81,75 року (19-те місце у світі), для чоловіків — 78,65 року, для жінок — 85,01 року.
Вікова структура населення Франції, станом на 2015 рік, мала такий вигляд:
- діти віком до 14 років — 18,66 % (6 350 008 чоловіків, 6 066 407 жінок);
- молодь віком 15—24 роки — 11,82 % (4 025 283 чоловіки, 3 842 989 жінок);
- дорослі віком 25—54 роки — 38,31 % (12 823 675 чоловіків, 12 671 013 жінок);
- особи передпохилого віку (55—64 роки) — 12,48 % (4 008 672 чоловіки, 4 294 218 жінок);
- особи похилого віку (65 років і старіші) — 18,74 % (5 360 078 чоловіків, 7 111 423 жінки)[1].

### Шлюбність— розлучуваність
Коефіцієнт шлюбності, тобто кількість шлюбів на 1 тис. осіб за календарний рік, дорівнює 3,8; коефіцієнт розлучуваності — 2,1; індекс розлучуваності, тобто відношення шлюбів до розлучень за календарний рік — 55 (дані за 2010 рік). Середній вік, коли чоловіки беруть перший шлюб, дорівнює 33 роки, жінки — 30,8 року, загалом — 31,9 року (дані за 2011 рік).

## Розселення

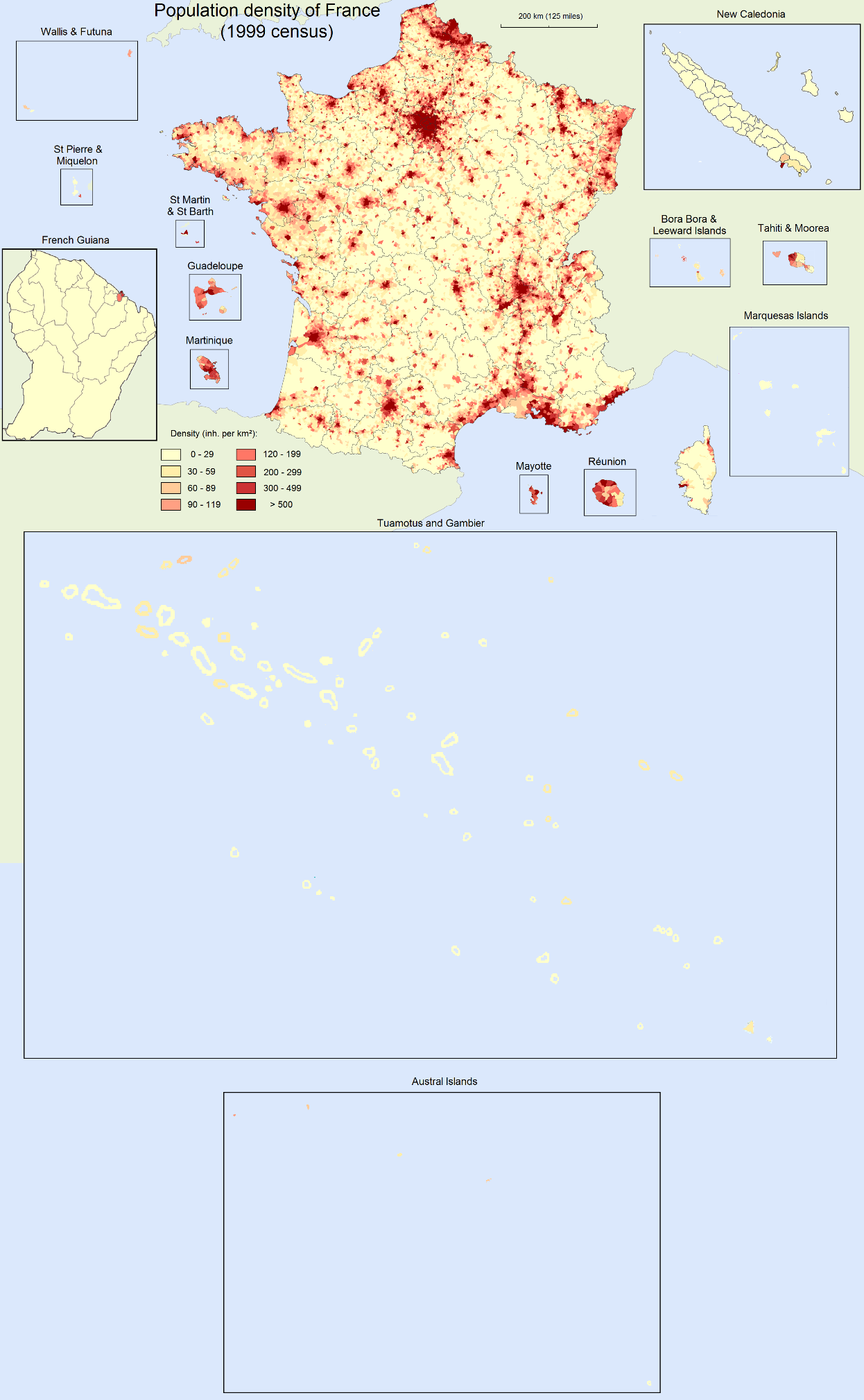
Густота населення Франції, 1999 рік

Густота населення країни 2015 року становила 117,6 особи/км² (95-те місце у світі, 14-те — серед країн Євросоюзу). Більша частина населення країни концентрується на півночі й південному сході. Значна густота населення характерна для окремих родючих районів Північної Франції, морського узбережжя Бретані, рівнин Ельзасу і долин річок Рона і Сона. Великі міські агломерації рівномірно розподілені територією країни (Париж, Ліон, Марсель, Тулуза, Страсбург, Лілль, Руан, Бордо, Нант).

### Урбанізація
Франція високоурбанізована країна. Рівень урбанізованості становить 79,5 % населення країни (станом на 2015 рік), темпи зростання частки міського населення — 0,84 % (оцінка тренду за 2010—2015 роки).
Містом у Франції вважається населений пункт, де проживає не менше 1 тис. мешканців. Головні міста держави: Париж (столиця) — 10,843 млн осіб, Ліон — 1,609 млн осіб, Марсель — Екс-ан-Прованс — 1,605 млн осіб, Лілль — 1,027 млн осіб, Ніцца — Канни — 967,0 тис. осіб, Тулуза — 938,0 тис. осіб (дані за 2015 рік).

### Міграції

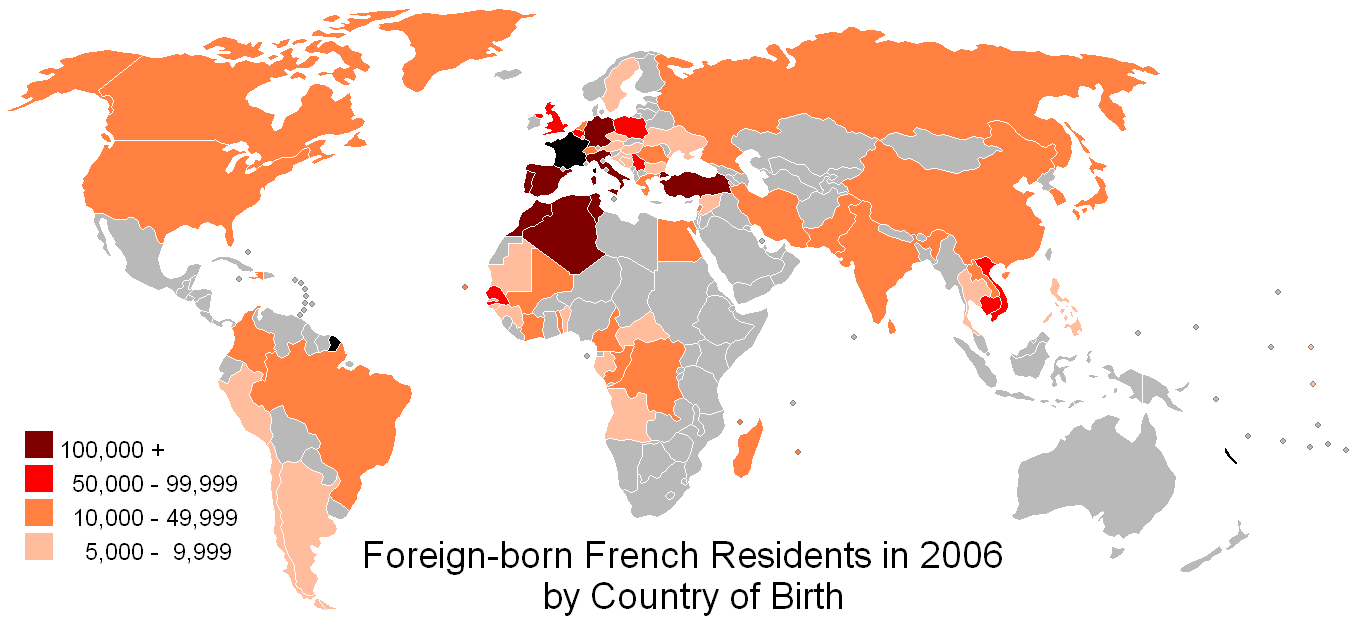
Країни походження громадян Франції, 2006 рік

Річний рівень імміграції 2015 року становив 1,09 ‰ (62-ге місце у світі). Цей показник не враховує різниці між законними і незаконними мігрантами, між біженцями, трудовими мігрантами та іншими. Близько 5 млн осіб мають іноземне походження (іммігранти, або іммігрантами були їхні батьки, бабусі і дідусі), з них 2 млн мають французьке громадянство. На 1000 осіб у середньому припадає 1,52 мігранта.

#### Біженці й вимушені переселенці
Станом на 2015 рік, у країні постійно перебуває 24,2 тис. з Шрі-Ланки, 14,19 тис. з Росії, 14,2 тис. з Демократичної Республіки Конго, 12,5 тис. з Сербії і Косова, 11,82 тис. з Камбоджі, 10,65 тис. з Туреччини, 8,13 тис. з В'єтнаму, 6,94 тис. з Лаосу, 6 тис. з Гвінеї, 5,3 тис. з Сирії, 5 тис. з Мавританії.
У країні перебуває 1,3 тис. осіб без громадянства.
Франція є членом Міжнародної організації з міграції (IOM).

## Расово-етнічний склад
| Народи Франції (2015 рік) | Народи Франції (2015 рік) | Народи Франції (2015 рік) | Народи Франції (2015 рік) | Народи Франції (2015 рік) |
| ------------------------- | ------------------------- | ------------------------- | ------------------------- | ------------------------- |
| Мова:                     |                           |                           | Відсоток:                 |                           |
| французи                  | французи                  |                           | 89.4%                     | 89.4%                     |
| іноземці                  | іноземці                  |                           | 10.6%                     | 10.6%                     |

Головні етноси метрополітанської частини країни: французи; етнічні меншості — бретонці, баски, слов'яни, марокканці, алжирці, індо-китайці.
За даними Міністерства закордонних справ Франції, кількість французів, записаних у Світовий регістр французів, які живуть за межами Франції, становив на 31 грудня 2007 року 1 326 087 осіб, що менше на 3,5 % проти числа на 31 грудня 2006 року. У США проживає 111 875 французів.

## Мови
| Мови Франції (2010 рік) | Мови Франції (2010 рік) | Мови Франції (2010 рік) | Мови Франції (2010 рік) | Мови Франції (2010 рік) |
| ----------------------- | ----------------------- | ----------------------- | ----------------------- | ----------------------- |
| Мова:                   |                         |                         | Відсоток:               |                         |
| французька              | французька              |                         | 100%                    | 100%                    |

Офіційна мова: французька — розмовляє 100 % населення країни, включно з регіональними діалектами і мовами (провансальська, бретонська, ельзаська, корсиканська, каталонська, баскська, фламандська). У заморських департаментах поширені французька, креольська і махорійська (діалект суахілі). Франція, як член Ради Європи, підписала, але не ратифікувала Європейську хартію регіональних мов.

## Релігії
| Релігії у Франції (2009 рік) | Релігії у Франції (2009 рік) | Релігії у Франції (2009 рік) | Релігії у Франції (2009 рік) | Релігії у Франції (2009 рік) |
| ---------------------------- | ---------------------------- | ---------------------------- | ---------------------------- | ---------------------------- |
| Віросповідання:              |                              |                              | Відсоток:                    |                              |
| католики                     | католики                     |                              | 66%                          | 66%                          |
| мусульмани                   | мусульмани                   |                              | 7%                           | 7%                           |
| буддисти                     | буддисти                     |                              | 0.5%                         | 0.5%                         |
| юдаїзм                       | юдаїзм                       |                              | 0.5%                         | 0.5%                         |
| інші                         | інші                         |                              | 1.0%                         | 1.0%                         |
| атеїсти                      | атеїсти                      |                              | 25%                          | 25%                          |

Головні релігії й вірування, які сповідує, і конфесії та церковні організації, до яких відносить себе населення країни: християнство (здебільшого римо-католицтво) — 63—66 %, іслам — 7—9 %, буддизм — 0,5—0,75 %, юдаїзм — 0,5—0,75 %, інші — 0,5—1,0 %, не сповідують жодної — 23—28 % (станом на 2015 рік). Франція послідовно проводить політику секуляризму. Згідно з законом 1872 року, державним органам забороняється збирати й обробляти статистичну інформацію про етнічне походження і релігійну приналежність громадян. 1905 року церква була остаточно відділена від держави. Закон 1978 року підтвердив свободу совісті й заборону на використання персональних даних громадян, що стосуються раси, етнічного походження, політичних, філософських, релігійних вподобань.

## Освіта
Рівень письменності 2015 року становив 99 % дорослого населення (віком від 15 років): 99 % — серед чоловіків, 99 % — серед жінок.
Державні витрати на освіту становлять 5,5 % ВВП країни, станом на 2012 рік (43-тє місце у світі). Середня тривалість освіти становить 16 років, для хлопців — до 16 років, для дівчат — до 17 років (станом на 2014 рік).

## Охорона здоров'я
Забезпеченість лікарями у країні на рівні 3,19 лікаря на 1000 мешканців (станом на 2013 рік). Забезпеченість лікарняними ліжками в стаціонарах — 6,4 ліжка на 1000 мешканців (станом на 2011 рік). Загальні витрати на охорону здоров'я 2014 року становили 11,5 % ВВП країни (9-те місце у світі).
Смертність немовлят до 1 року, станом на 2015 рік, становила 3,28 ‰ (213-те місце у світі); хлопчиків — 3,6 ‰, дівчаток — 2,94 ‰. Рівень материнської смертності 2015 року становив 8 випадків на 100 тис. народжень (158-ме місце у світі).
Франція входить до складу ряду міжнародних організацій: Міжнародного руху (ICRM) і Міжнародної федерації товариств Червоного Хреста і Червоного Півмісяця (IFRCS), Дитячого фонду ООН (UNISEF), Всесвітньої організації охорони здоров'я (WHO).

### Захворювання
Кількість хворих на СНІД невідома, дані про відсоток інфікованого населення в репродуктивному віці 15—49 років відсутні. Смертність 2014 року від цієї хвороби становила 1,5 тис. осіб (59-те місце у світі).
Частка дорослого населення з високим індексом маси тіла 2014 року становила 25,7 % (108-ме місце у світі).

### Санітарія
Доступ до облаштованих джерел питної води 2015 року мало 100 % населення в містах і 100 % в сільській місцевості; загалом 100 % населення країни. Відсоток забезпеченості населення доступом до облаштованого водовідведення (каналізація, септик): в містах — 98,6 %, в сільській місцевості — 98,9 %, загалом по країні — 98,7 % (станом на 2015 рік). Споживання прісної води, станом на 2009 рік, дорівнює 31,62 км³ на рік, або 512,1 тонни на одного мешканця на рік: з яких 19 % припадає на побутові, 71 % — на промислові, 10 % — на сільськогосподарські потреби.

## Соціально-економічне становище
Співвідношення осіб, що в економічному плані залежать від інших, до осіб працездатного віку (15—64 роки) загалом становить 60,3 % (станом на 2015 рік): частка дітей — 29,6 %; частка осіб похилого віку — 30,6 %, або 3,3 потенційно працездатного на 1 пенсіонера. Загалом ці показники характеризують рівень потреби державної допомоги в секторах освіти, охорони здоров'я і пенсійного забезпечення, відповідно. За межею бідності 2012 року перебувало 8,1 % населення країни. Розподіл доходів домогосподарств у країні має такий вигляд: нижній дециль — 3,6 %, верхній дециль — 25,4 % (станом на 2013 рік).
Станом на 2016 рік, уся країна електрифікована, усе населення країни мало доступ до електромереж. Рівень проникнення інтернет-технологій надзвичайно високий. Станом на липень 2015 року в країні налічувалось 56,367 млн унікальних інтернет-користувачів (11-те місце у світі), що становило 84,7 % загальної кількості населення країни.

### Трудові ресурси
Загальні трудові ресурси 2015 року становили 29,84 млн осіб (20-те місце у світі). Зайнятість економічно активного населення у господарстві країни розподіляється так: аграрне, лісове і рибне господарства — 3 %; промисловість і будівництво — 21,3 %; сфера послуг — 75,7 % (станом на 2013 рік). Безробіття 2014 року дорівнювало 9,9 % працездатного населення, 2013 року — 9,9 % (115-те місце у світі); серед молоді у віці 15—24 років ця частка становила 23,2 %, серед юнаків — 24,1 %, серед дівчат — 22,1 % (39-те місце у світі). Дані включають і показники безробіття по усім заморським департаментам.

## Кримінал

### Наркотики

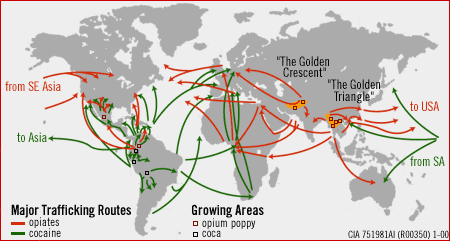
Світові маршрути наркотрафіку

Метрополітенська Франція — перевантажний пункт для південноамериканського кокаїну, південно-східноазійського героїну, європейських синтетичних наркотиків. У Французькій Гвіані вирощують незначну кількість марихуани для внутрішнього вжитку. Мартиніка слугує перевантажним пунктом для кокаїну і марихуани, що прямує до США і Європи. Значне внутрішнє споживання кокаїну й марихуани; великі внутрішні проблеми з криміналом і відмиванням грошей, проте нерозвинена фінансова система обмежує розмір проблеми.

### Торгівля людьми
Згідно зі щорічною доповіддю про торгівлю людьми (англ. Trafficking in Persons Report) Управління з моніторингу та боротьби з торгівлею людьми Державного департаменту США, уряд Франції докладає усіх можливих зусиль у боротьбі з явищем примусової праці, сексуальної експлуатації, незаконною торгівлею внутрішніми органами, законодавство відповідає усім вимогам американського закону 2000 року щодо захисту жертв (англ. Trafficking Victims Protection Act’s), держава перебуває у списку першого рівня.

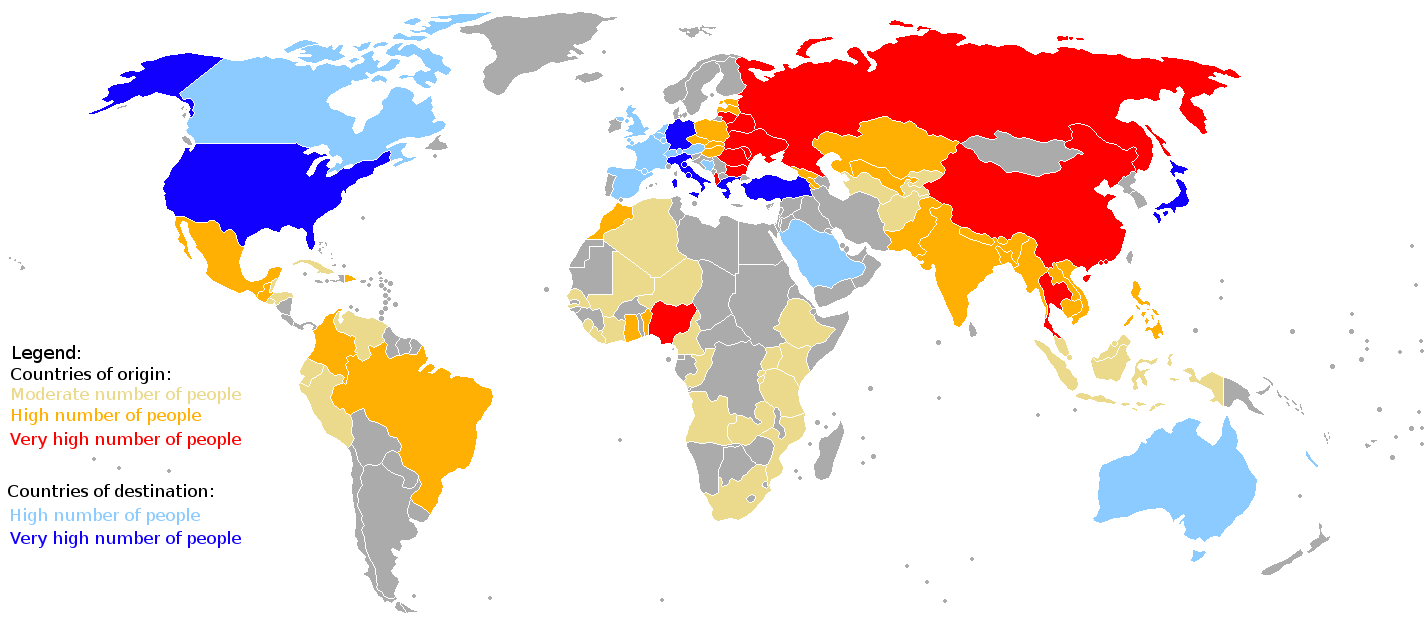
Країни-донори (червоний) і країни-реципієнти кримінальних потоків  (англ.)
Глобальна боротьба з торгівлею людьми (англ.)

## Гендерний стан
Статеве співвідношення (оцінка 2015 року):
- при народженні — 1,05 особи чоловічої статі на 1 особу жіночої;
- у віці до 14 років — 1,05 особи чоловічої статі на 1 особу жіночої;
- у віці 15—24 років — 1,05 особи чоловічої статі на 1 особу жіночої;
- у віці 25—54 років — 1,01 особи чоловічої статі на 1 особу жіночої;
- у віці 55—64 років — 0,93 особи чоловічої статі на 1 особу жіночої;
- у віці за 64 роки — 0,75 особи чоловічої статі на 1 особу жіночої;
- загалом — 0,96 особи чоловічої статі на 1 особу жіночої[1].

## Демографічні дослідження
Демографічні дослідження в країні ведуться рядом державних і наукових установ:
- Національний інститут статистики і економічних досліджень Франції (фр. Institut national de la statistique et des études économiques).

### Українською
- Атлас. 10—11 клас. Економічна і соціальна географія світу / упорядники :  О. Я. Скуратович, Н. І. Чанцева. — К. : ДНВП «Картографія», 2010. — ISBN 978-966-475-639-3.
- Атлас світу / голов. ред. І. С. Руденко ; зав. ред. В. В. Радченко ; відп. ред. О. В. Вакуленко. — К. : ДНВП «Картографія», 2005. — 336 с. — ISBN 9666315467.
- Безуглий В. В. Економічна і соціальна географія зарубіжних країн : Навчальний посібник. — К. : ВЦ «Академія», 2007. — 704 с. — ISBN 978-966-580-239-6.
- Безуглий В. В., Козинець С. В. Регіональна економічна і соціальна географія світу : Навчальний посібник. — видання 2-ге, доп., перероб. — К. : ВЦ «Академія», 2007. — 688 с. — ISBN 966-580-144-9.
- Гудзеляк І. І. Географія населення: Навчальний посібник / І. Гудзеляк. — Л. : Видавничий центр ЛНУ імені Івана Франка, 2008. — 232 с. — ISBN 978-966-613-599-8.
- Дахно І. І. Країни світу: Енциклопедичний довідник / І. І. Дахно, С. М. Тимофієв. — К. : Мапа, 2011. — 606 с. — (Бібліотека нового українця) — ISBN 978-966-8804-23-6.
- Дахно І. І. Економічна географія зарубіжних країн : навчальний посібник. — К. : Центр учбової літератури, 2014. — 319 с. — ISBN 978-611-01-0682-5.
- Джаман В. О. Регіональні системи розселення: демографічні аспекти. — Чернівці : Рута, 2003. — 392 с. — ISBN 9665685988.
- Дорошенко Л. С. Демографія: Навчальний посібник. — К. : МАУП, 2005. — 112 с. — ISBN 966-608-442-2.
- Дубович І. А. Країнознавчий словник-довідник. — 5-те вид., перероб. і доп. — К. : Знання, 2008. — 839 с. — ISBN 978-966-346-330-8.
- Економічна і соціальна географія країн світу. Навчальний посібник / За ред. Кузика С. П. — Л. : Світ, 2002. — 672 с. — ISBN 966-603-178-7.
- Загальна медична географія світу / В. О. Шевченко [та ін.] — К. : [б.в.], 1998. — 178 с.
- Крисаченко В. С. Динаміка населення: Популяційні, етнічні та глобальні виміри. — К. : Видавництво Національного інституту стратегічних досліджень, 2005. — 368 с. — ISBN 966-554-083-1.
- Любіцева О. О., Мезенцев К. В., Павлов С. В. Географія релігій. — К. : АртЕК, 1999. — 504 с. — ISBN 966-505-006-0.
- Масляк П. О. Країнознавство. — К. : Знання, 2007. — 292 с. — (Вища освіта XXI століття)
- Масляк П. О., Дахно І. І. Економічна і соціальна географія світу / П. О. Масляк, І. І. Дахно ; за ред. П. О. Масляка. — К. : Вежа, 2003. — 280 с. — ISBN 966-7091-53-8.

### Російською
- (рос.) Франция // Демографический энциклопедический словарь / главн. ред. Валентей Д. И. — М. : Советская энциклопедия, 1985. — 608 с.
- (рос.) Франция // Страны и народы. Зарубежная Европа. Западная Европа / Редкол. : В. П. Максаковский (отв. ред.) и др. — М. : «Мысль», 1979. — 381 с. — (Страны и народы) — 180 тис. прим.
- (рос.) Атлас народов мира / Отв. ред. С. И. Брук и В. С. Апенченко. — М. : ГУГК ГГК СССР и Институт этнографии им. Н. Н. Миклухо-Маклая АН СССР, 1964. — 185 с. — 20 тис. прим.
- (рос.) Численность и расселение народов мира. Этнографические очерки / под ред. С. И. Брука. — М. : Издательство АН СССР, 1962. — 487 с.
- (рос.) Лаппо Г. М. География городов: Учебное пособие для географических факультетов вузов. — М. : Туманит, изд. центр ВЛАДОС, 1997. — 476 с. — ISBN 5-691-00047-0.
- (рос.) Урланис Б. Ц. Рост населения в Европе (опыт исчисления). — М. : ОГИЗ-Госполитиздат, 1941. — 436 с.
- (рос.) Ягельский А. География населения. — М. : Прогресс, 1980. — 383 с.